# 犬塚堯
犬塚堯（犬塚尭、いぬづか ぎょう、1924年2月16日 - 1999年1月11日）は日本の詩人。「地球」「歴程」同人。

## 経歴
中国長春生まれ。佐賀県伊万里市で育つ。第一高等学校 (旧制)を経て東京大学法学部卒業後、1950年に朝日新聞社に入社。1959年、特派員として第4次南極観測隊に同行取材する。のち、印刷局長や九州朝日放送専務を歴任。
1969年、詩集『南極』により第19回H氏賞受賞。1984年、詩集『河畔の書』により第2回現代詩人賞受賞。

## 著書
- 南極 地球社 1968年3月
- 折り折りの魔 紫陽社 1979年5月
- 河畔の書 思潮社 1983年8月
- 犬塚堯詩集（現代詩文庫） 思潮社 1985年2月
- 死者の書 思潮社 1991年11月
- 犬塚堯全詩集 思潮社 2007年4月